# Alcalá (Kolumbien)
Alcalá ist eine Gemeinde (Municipio) im Departamento Valle del Cauca in Kolumbien.

## Geographie
Alcalá liegt in der Subregion Norte im extremen Nordosten von Valle del Cauca an der Westseite der Zentralkordillere der kolumbianischen Anden. An die Gemeinde grenzen im Norden Ulloa, im Osten Filandia im Departamento del Quindío, im Süden Quimbaya in Quindío und im Westen Cartago.

## Bevölkerung
Die Gemeinde Alcalá hat 23.195 Einwohner, von denen 12.463 im städtischen Teil (cabecera municipal) der Gemeinde leben (Stand 2019).

## Geschichte
Alcalá wurde 1791 von aus Antioquia stammenden Siedlern gegründet und hatte zunächst die Namen Furatena und La Balsa. Es erhielt 1919 als Alcalá den Status einer Gemeinde.